# Undercover
Undercover är ett musikalbum av The Rolling Stones, utgivet i november 1983. Inför det här albumet var i stort sett alla låtar nyskrivna under inspelningsperioden, till skillnad från gruppens föregående studioalbum Tattoo You där flera år gamla låtar dammats av. På Undercover kan influenser från så väl new wave-musik ("Too Much Blood") och reggae ("Feel on Baby") som hårdrock ("Too Tough") höras. Gruppen tog in en utomstående producent för första gången sedan man avslutat samarbetet med Jimmy Miller 1973. När albumet släpptes satt sju stycken stickers på skivomslaget som gick att flytta på.
Albumet blev som bäst trea på albumlistan i Storbritannien och fyra i USA. Det var första gången sedan 1969 års Let It Bleed som gruppen inte nådde förstaplatsen på Billboardlistan i USA med ett studioalbum. Albumets största hitsingel blev "Undercover of the Night". Även "She Was Hot" släpptes som singel från albumet.

## Låtlista
Sida ett
1. "Undercover of the Night" (Mick Jagger, Keith Richards) - 4:31
2. "She Was Hot" (Jagger, Richards) - 4:40
3. "Tie You Up (The Pain of Love)" (Jagger, Richards) - 4:12
4. "Wanna Hold You" (Jagger, Richards) - 3:12
5. "Feel on Baby" (Jagger, Richards) - 5:03

Sida två
1. "Too Much Blood" (Jagger, Richards) - 6:10
2. "Pretty Beat Up" (Jagger, Richards, Ron Wood) - 4:03
3. "Too Tough" (Jagger, Richards) - 3:46
4. "All the Way Down" (Jagger, Richards) - 3:40
5. "It Must Be Hell" (Jagger, Richards) - 5:03

## Listplaceringar
- Billboard 200, USA: #4[1]
- UK Albums Chart, Storbritannien: #3[2]
- RPM, Kanada: #2[3]
- Nya Zeeland: #2[4]
- Österrike: #8[5]
- Schweiz: #5[6]
- Nederländerna: #1[7]
- VG-lista, Norge: #3[8]
- Topplistan, Sverige: #1[9]